# 伊朗人民党
伊朗人民黨（羅馬化：Hezbe Tudeye Irân），又译伊朗图德党，是伊朗的一个非法的共产主义政黨。

## 历史
1941年10月2日，该党成立，创党的核心成员来自被称为“五十三人”的上层知识分子群体，其中部分曾加入已被取缔的伊朗共产党；早期领导人中有多位出身卡扎尔王族的人物，如阿卜杜勒萨马德·坎巴赫什、苏莱曼·埃斯坎达里、伊拉杰·埃斯坎达里、玛丽亚姆·菲鲁兹。該黨成立初期，发展迅速，在伊朗的知识分子和城市工人中擁有很大的影響力。1946年7月—10月，该党参加艾哈迈德·盖瓦姆领导的联合政府。1948年，该党成员发展到20万。1949年2月4日，伊朗当局宣布该党为非法，并实行镇压。1951年—1953年，该党恢复公开活动，是推动英伊石油公司国有化的主要力量。1953年，思想较为开明的伊朗首相穆罕默德·摩薩台被政变推翻后，该党遭到大规模镇压，数千名成员流亡苏联和东欧，党的总部迁至东德莱比锡。巴列维国王实行独裁统治期间，该党在反对国王的政治斗争中扮演重要角色。
1979年，以鲁霍拉·穆萨维·霍梅尼为首的什叶派教士集团执政后，该党为争取合法地位和生存，表示支持伊朗伊斯蘭革命，并利用国内动荡的局势迅速恢复和发展组织。1982年4月，伊朗神权当局关闭该党的出版中心，并逮捕其工作人员。1983年2月6日，伊朗神权当局开始对该党进行大規模镇压，逮捕该党成员和支持者8500多人（这些人很多死于1988年的大处决），并使用酷刑逼迫该党领导人在电视节目上认罪；5月4日，该党被取缔。该党的其他成员，一部分分散转入地下，另一部分流亡国外（大多流亡欧洲）。1983年5月，伊朗人民党国外委员会成立；12月，该党召开二届十八中全会，选举唯一幸免于难的政治局委员阿里·哈瓦里为中央第一书记，重建政治局和书记处。目前，该党的总部设于德国柏林和英国伦敦，在伊朗国内也有地下组织。
该党与伊朗人民敢死队组织（多数派）关系密切。

## 意識形態
一般來說，該黨被歷史學家稱為「共產主義的」（例如，該黨是典型的親蘇政黨，不過在當時以民族主義來包裝自己以獲得更多伊朗人的支持），但也被一些同情人士簡單地描述為「左翼的」或「左傾」。

## 流行文化
动画电影《我在伊朗长大》反映了伊朗人民党在伊朗伊斯蘭革命前后的遭遇。

## 历任领袖
| 任次 | 姓名              | 任期   | 任期   | 职务                | 参考文献 |
| 任次 | 姓名              | 开始   | 结束   | 职务                | 参考文献 |
| ---- | ----------------- | ------ | ------ | ------------------- | -------- |
| 1    | 苏莱曼·埃斯坎达里 | 1941年 | 1944年 | 主席                | [ 7 ]    |
| 2    | 伊拉杰·埃斯坎达里 | 1944年 | 1948年 | 总书记 （同时在任） | [ 8 ]    |
| 2    | 穆罕默德·巴赫拉米 | 1944年 | 1948年 | 总书记 （同时在任） | [ 8 ]    |
| 2    | 努尔丁·阿拉穆蒂   | 1944年 | 1948年 | 总书记 （同时在任） | [ 8 ]    |
| 3    | 礼萨·拉德马内什   | 1948年 | 1969年 | 第一书记            | [ 9 ]    |
| –    | 穆罕默德·巴赫拉米 | 1949年 | 1953年 | 代理第一书记        | [ 10 ]   |
| 4    | 伊拉杰·埃斯坎达里 | 1969年 | 1979年 | 第一书记            | [ 11 ]   |
| 5    | 努尔丁·基亚努里   | 1979年 | 1984年 | 第一书记            | [ 11 ]   |
| –    | 阿里·哈瓦里       | 1983年 | 1984年 | 代理第一书记        | [ 12 ]   |
| 6    | 阿里·哈瓦里       | 1984年 | 2004年 | 第一书记            | [ 13 ]   |